# Participantes da Volta a Espanha de 2016
A Volta a Espanha de 2016 contou com a participação de 198 ciclistas repartidos em 22 equipas com 9 corredores a cada um. França, com 34 ciclistas, foi o país mais representado, seguido da Espanha com 27 e Bélgica com 21.
Produziram-se 39 abandonos e chegaram ao final 159 ciclistas. Lotto-Soudal, Orica-BikeExchange e Etixx-Quick Step foram as únicas equipas que chegaram a Madrid com os 9 corredores.
A seguinte tabela mostra a lista dos participantes, a sua posição final e em caso de abandono, a etapa na qual o corredor deixou de participar (ver a legenda):
| Movistar Team                             | Movistar Team                             | Movistar Team                             | Team Giant-Alpecin                    | Team Giant-Alpecin                    | Team Giant-Alpecin                    | IAM Cycling                               | IAM Cycling                               | IAM Cycling                               |
| ----------------------------------------- | ----------------------------------------- | ----------------------------------------- | ------------------------------------- | ------------------------------------- | ------------------------------------- | ----------------------------------------- | ----------------------------------------- | ----------------------------------------- |
| 1                                         | Alejandro Valverde                        | 12º                                       | 81                                    | Warren Barguil                        | AB. 3ª                                | 161                                       | Mathias Frank                             | 37º                                       |
| 2                                         | Jonathan Castroviejo                      | 36º                                       | 82                                    | Nikias Arndt                          | 159º                                  | 162                                       | Clément Chevrier                          | 41º                                       |
| 3                                         | Imanol Erviti                             | 84º                                       | 83                                    | Koen De Kort                          | 96º                                   | 163                                       | Dries Devenyns                            | 101º                                      |
| 4                                         | Rubén Fernández                           | 33º                                       | 84                                    | Johannes Fröhlinger                   | 87º                                   | 164                                       | Vegard Stake Laengen                      | 81º                                       |
| 5                                         | José Herrada                              | 91º                                       | 85                                    | Chad Haga                             | 76º                                   | 165                                       | Simon Pellaud                             | 105º                                      |
| 6                                         | Daniel Moreno                             | 8º                                        | 86                                    | Tobias Ludvigsson                     | 52º                                   | 166                                       | Vicente Reynés                            | AB. 4ª                                    |
| 7                                         | Nairo Quintana                            | 1º                                        | 87                                    | Sindre Skjøstad Lunke                 | 135º                                  | 167                                       | Jonas Van Genechten                       | 144º                                      |
| 8                                         | José Joaquín Rojas                        | AB. 20ª                                   | 88                                    | Tom Stamsnijder                       | 131º                                  | 168                                       | Larry Warbasse                            | 49º                                       |
| 9                                         | Rory Sutherland                           | 130º                                      | 89                                    | Zico Waeytens                         | AB. 13ª                               | 169                                       | Marcel Wyss                               | 21º                                       |
| Director desportivo: Chente García Acosta | Director desportivo: Chente García Acosta | Director desportivo: Chente García Acosta | Director desportivo: Luke Roberts     | Director desportivo: Luke Roberts     | Director desportivo: Luke Roberts     | Director desportivo: Mario Chiesa         | Director desportivo: Mario Chiesa         | Director desportivo: Mario Chiesa         |
| Tinkoff                                   | Tinkoff                                   | Tinkoff                                   | Trek-Segafredo                        | Trek-Segafredo                        | Trek-Segafredo                        | Lampre-Merida                             | Lampre-Merida                             | Lampre-Merida                             |
| 11                                        | Alberto Contador                          | 4º                                        | 91                                    | Haimar Zubeldia                       | 19º                                   | 171                                       | Louis Meintjes                            | 40º                                       |
| 12                                        | Daniele Bennati                           | 107º                                      | 92                                    | Fumiyuki Beppu                        | 120º                                  | 172                                       | Yukiya Arashiro                           | 106º                                      |
| 13                                        | Manuele Boaro                             | 147º                                      | 93                                    | Julien Bernard                        | 57º                                   | 173                                       | Mattia Cattaneo                           | 102º                                      |
| 14                                        | Michael Gogl                              | 68º                                       | 94                                    | Niccolò Bonifazio                     | AB. 7ª                                | 174                                       | Valerio Conti                             | 66º                                       |
| 15                                        | Jesús Hernández                           | 43º                                       | 95                                    | Laurent Didier                        | 104º                                  | 175                                       | Kristijan Đurasek                         | 67º                                       |
| 16                                        | Robert Kiserlovski                        | NP. 6ª                                    | 96                                    | Fabio Felline                         | 25º                                   | 176                                       | Mário Costa                               | AB. 17ª                                   |
| 17                                        | Sérgio Paulinho                           | 115º                                      | 97                                    | Markel Irizar                         | AB. 10ª                               | 177                                       | Tsgabu Grmay                              | 62º                                       |
| 18                                        | Ivan Rovny                                | 99º                                       | 98                                    | Kiel Reijnen                          | 132º                                  | 178                                       | Ilia Koshevoy                             | 151º                                      |
| 19                                        | Yuri Trofimov                             | 35º                                       | 99                                    | Riccardo Zoidl                        | 58º                                   | 179                                       | Federico Zurlo                            | AB. 4ª                                    |
| Director desportivo: Steven de Jongh      | Director desportivo: Steven de Jongh      | Director desportivo: Steven de Jongh      | Director desportivo: Dirk Demol       | Director desportivo: Dirk Demol       | Director desportivo: Dirk Demol       | Director desportivo: Bruno Vicino         | Director desportivo: Bruno Vicino         | Director desportivo: Bruno Vicino         |
| Team Sky                                  | Team Sky                                  | Team Sky                                  | Ag2r La Mondiale                      | Ag2r La Mondiale                      | Ag2r La Mondiale                      | Cofidis                                   | Cofidis                                   | Cofidis                                   |
| 21                                        | Chris Froome                              | 2º                                        | 101                                   | Jean-Christophe Péraud                | 13º                                   | 181                                       | Luis Ángel Maté                           | 22º                                       |
| 22                                        | Ian Boswell                               | 80º                                       | 102                                   | Gediminas Bagdonas                    | 134º                                  | 182                                       | Yoann Bagot                               | AB. 9ª                                    |
| 23                                        | Michał Gołaś                              | 118º                                      | 103                                   | Jan Bakelants                         | 17º                                   | 183                                       | Loïc Chetout                              | 138º                                      |
| 24                                        | Peter Kennaugh                            | 42º                                       | 104                                   | François Bidard                       | 94º                                   | 184                                       | Jérôme Cousin                             | 129º                                      |
| 25                                        | Christian Knees                           | 124º                                      | 105                                   | Axel Domont                           | 48º                                   | 185                                       | Romain Hardy                              | 27º                                       |
| 26                                        | Leopold König                             | 29º                                       | 106                                   | Quentin Jauregui                      | 95º                                   | 186                                       | Rudy Molard                               | 30º                                       |
| 27                                        | Michał Kwiatkowski                        | AB. 7ª                                    | 107                                   | Pierre-Roger Latour                   | 28º                                   | 187                                       | Stéphane Rossetto                         | 61º                                       |
| 28                                        | David López                               | 60º                                       | 108                                   | Sébastien Minard                      | NP. 6ª                                | 188                                       | Florian Sénéchal                          | AB. 12ª                                   |
| 29                                        | Salvatore Puccio                          | 121º                                      | 109                                   | Christophe Riblon                     | 153º                                  | 189                                       | Kenneth Vanbilsen                         | AB. 14ª                                   |
| Director desportivo: Dario Cioni          | Director desportivo: Dario Cioni          | Director desportivo: Dario Cioni          | Director desportivo: Julien Jurdie    | Director desportivo: Julien Jurdie    | Director desportivo: Julien Jurdie    | Director desportivo: Christian Guiberteau | Director desportivo: Christian Guiberteau | Director desportivo: Christian Guiberteau |
| BMC Racing Team                           | BMC Racing Team                           | BMC Racing Team                           | Team Katusha                          | Team Katusha                          | Team Katusha                          | Bora-Argon 18                             | Bora-Argon 18                             | Bora-Argon 18                             |
| 31                                        | Tejay van Garderen                        | AB. 17ª                                   | 111                                   | Alberto Losada                        | 59º                                   | 191                                       | José Mendes                               | 54º                                       |
| 32                                        | Darwin Atapuma                            | 32º                                       | 112                                   | Sven Erik Bystrøm                     | 141º                                  | 192                                       | Cessar Benedetti                          | 93º                                       |
| 33                                        | Silvan Dillier                            | 79º                                       | 113                                   | Pavel Kochetkov                       | 39º                                   | 193                                       | Silvio Herklotz                           | NP. 11ª                                   |
| 34                                        | Jean-Pierre Drucker                       | 142º                                      | 114                                   | Sergey Lagutin                        | 71º                                   | 194                                       | Bartosz Huzarski                          | AB. 10ª                                   |
| 35                                        | Philippe Gilbert                          | AB. 14ª                                   | 115                                   | Tiago Machado                         | 85º                                   | 195                                       | Gregor Mühlberger                         | 114º                                      |
| 36                                        | Ben Hermans                               | 14º                                       | 116                                   | Matvei Mamykin                        | 24º                                   | 196                                       | Christoph Pfingsten                       | 75º                                       |
| 37                                        | Samuel Sánchez                            | NP. 20ª                                   | 117                                   | Jhonatan Restrepo                     | 128º                                  | 197                                       | Michael Schwarzmann                       | 157º                                      |
| 38                                        | Dylan Teuns                               | 100º                                      | 118                                   | Egor Silin                            | 15º                                   | 198                                       | Rüdiger Selig                             | 156º                                      |
| 39                                        | Danilo Wyss                               | 44º                                       | 119                                   | Rein Taaramäe                         | AB. 7ª                                | 199                                       | Scott Thwaites                            | 116º                                      |
| Director desportivo: Valerio Piva         | Director desportivo: Valerio Piva         | Director desportivo: Valerio Piva         | Director desportivo: José Azevedo     | Director desportivo: José Azevedo     | Director desportivo: José Azevedo     | Director desportivo: Enrico Poitschke     | Director desportivo: Enrico Poitschke     | Director desportivo: Enrico Poitschke     |
| Team Lotto NL-Jumbo                       | Team Lotto NL-Jumbo                       | Team Lotto NL-Jumbo                       | Lotto-Soudal                          | Lotto-Soudal                          | Lotto-Soudal                          | Caixa Rural-Seguros RGA                   | Caixa Rural-Seguros RGA                   | Caixa Rural-Seguros RGA                   |
| 41                                        | Steven Kruijswijk                         | AB. 5ª                                    | 121                                   | Bart De Clercq                        | 53º                                   | 201                                       | David Arroyo                              | 122º                                      |
| 42                                        | Enrico Battaglin                          | AB. 9ª                                    | 122                                   | Sander Armée                          | 90º                                   | 202                                       | Pello Bilbao                              | 78º                                       |
| 43                                        | George Bennett                            | 10º                                       | 123                                   | Thomas De Gendt                       | 65º                                   | 203                                       | Hugh Carthy                               | 125º                                      |
| 44                                        | Koen Bouwman                              | 123º                                      | 124                                   | Gert Dockx                            | 126º                                  | 204                                       | José Gonçalves                            | AB. 11ª                                   |
| 45                                        | Victor Campenaerts                        | 143º                                      | 125                                   | Adam Hansen                           | 110º                                  | 205                                       | Ángel Madrazo                             | AB. 14ª                                   |
| 46                                        | Robert Gesink                             | 34º                                       | 126                                   | Maxime Monfort                        | 16º                                   | 206                                       | Lluís Mas                                 | NP. 5ª                                    |
| 47                                        | Martijn Keizer                            | 137º                                      | 127                                   | Tosh Van Der Sande                    | 109º                                  | 207                                       | Sergio Pardilla                           | 18º                                       |
| 48                                        | Bram Tankink                              | 103º                                      | 128                                   | Louis Vervaeke                        | 89º                                   | 208                                       | Eduard Prades                             | 127º                                      |
| 49                                        | Jos Van Emden                             | NP. 17ª                                   | 129                                   | Jelle Wallays                         | 92º                                   | 209                                       | Jaime Rosón                               | 73º                                       |
| Director desportivo: Jan Boven            | Director desportivo: Jan Boven            | Director desportivo: Jan Boven            | Director desportivo: Mario Aerts      | Director desportivo: Mario Aerts      | Director desportivo: Mario Aerts      | Director desportivo: Eugenio Goikoetxea   | Director desportivo: Eugenio Goikoetxea   | Director desportivo: Eugenio Goikoetxea   |
| Orica-BikeExchange                        | Orica-BikeExchange                        | Orica-BikeExchange                        | Etixx-Quick Step                      | Etixx-Quick Step                      | Etixx-Quick Step                      | Direct Énergie                            | Direct Énergie                            | Direct Énergie                            |
| 51                                        | Esteban Chaves                            | 3º                                        | 131                                   | Gianluca Brambilla                    | 23º                                   | 211                                       | Romain Sicard                             | 55º                                       |
| 52                                        | Sam Bewley                                | 140º                                      | 132                                   | Maxime Bouet                          | 47º                                   | 212                                       | Ryan Anderson                             | 136º                                      |
| 53                                        | Simon Gerrans                             | 86º                                       | 133                                   | David de la Cruz                      | 7º                                    | 213                                       | Lilian Calmejane                          | 70º                                       |
| 54                                        | Jack Haig                                 | 117º                                      | 134                                   | Yves Lampaert                         | 113º                                  | 214                                       | Romain Cardis                             | 148º                                      |
| 55                                        | Damien Howson                             | 45º                                       | 135                                   | Gianni Meersman                       | 111º                                  | 215                                       | Tony Hurel                                | AB. 9ª                                    |
| 56                                        | Jens Keukeleire                           | 64º                                       | 136                                   | Pieter Serry                          | 112º                                  | 216                                       | Fabrice Jeandesboz                        | AB. 12ª                                   |
| 57                                        | Magnus Cort                               | 133º                                      | 137                                   | Zdeněk Štybar                         | 63º                                   | 217                                       | Julien Morice                             | 150º                                      |
| 58                                        | Svein Tuft                                | 158º                                      | 138                                   | Niki Terpstra                         | 139º                                  | 218                                       | Bryan Nauleau                             | 146º                                      |
| 59                                        | Simon Yates                               | 6º                                        | 139                                   | Martin Velits                         | 152º                                  | 219                                       | Perrig Quéméneur                          | 74º                                       |
| Director desportivo: Neil Stephens        | Director desportivo: Neil Stephens        | Director desportivo: Neil Stephens        | Director desportivo: Jan Schaffrath   | Director desportivo: Jan Schaffrath   | Director desportivo: Jan Schaffrath   | Director desportivo: Dominique Arnould    | Director desportivo: Dominique Arnould    | Director desportivo: Dominique Arnould    |
| Astana                                    | Astana                                    | Astana                                    | Cannondale-Drapac                     | Cannondale-Drapac                     | Cannondale-Drapac                     |                                           |                                           |                                           |
| 61                                        | Michele Scarponi                          | 11º                                       | 141                                   | Andrew Talansky                       | 5º                                    |                                           |                                           |                                           |
| 62                                        | Dario Cataldo                             | 51º                                       | 142                                   | Patrick Bevin                         | AB. 11ª                               |                                           |                                           |                                           |
| 63                                        | Dmitriy Gruzdev                           | 119º                                      | 143                                   | Simon Clarke                          | NP. 11ª                               |                                           |                                           |                                           |
| 64                                        | Miguel Ángel López                        | AB. 6ª                                    | 144                                   | Joe Dombrowski                        | 88º                                   |                                           |                                           |                                           |
| 65                                        | Davide Malacarne                          | AB. 14ª                                   | 145                                   | Davide Formolo                        | 9º                                    |                                           |                                           |                                           |
| 66                                        | Luis León Sánchez                         | 26º                                       | 146                                   | Benjamin King                         | 46º                                   |                                           |                                           |                                           |
| 67                                        | Gatis Smukulis                            | 83º                                       | 147                                   | Moreno Moser                          | 72º                                   |                                           |                                           |                                           |
| 68                                        | Alessandro Vanotti                        | 97º                                       | 148                                   | Pierre Rolland                        | 50º                                   |                                           |                                           |                                           |
| 69                                        | Andrey Zeits                              | 31º                                       | 149                                   | Davide Villella                       | 56º                                   |                                           |                                           |                                           |
| Director desportivo: Alexandr Shefer      | Director desportivo: Alexandr Shefer      | Director desportivo: Alexandr Shefer      | Director desportivo: Bingen Fernández | Director desportivo: Bingen Fernández | Director desportivo: Bingen Fernández |                                           |                                           |                                           |
| FDJ                                       | FDJ                                       | FDJ                                       | Team Dimension Data                   | Team Dimension Data                   | Team Dimension Data                   |                                           |                                           |                                           |
| 71                                        | Kenny Elissonde                           | 20º                                       | 151                                   | Igor Antón                            | NP. 9ª                                |                                           |                                           |                                           |
| 72                                        | Odd Christian Eiking                      | 77º                                       | 152                                   | Nicolas Dougall                       | 154º                                  |                                           |                                           |                                           |
| 73                                        | Murilo Fischer                            | AB. 5ª                                    | 153                                   | Tyler Farrar                          | 155º                                  |                                           |                                           |                                           |
| 74                                        | Alexandre Geniez                          | 108º                                      | 154                                   | Omar Fraile                           | 69º                                   |                                           |                                           |                                           |
| 75                                        | Mathieu Ladagnous                         | 98º                                       | 155                                   | Nathan Haas                           | HD. 12ª                               |                                           |                                           |                                           |
| 76                                        | Johan Le Bon                              | AB. 14ª                                   | 156                                   | Jacques Janse van Rensburg            | NP. 15ª                               |                                           |                                           |                                           |
| 77                                        | Lorrenzo Manzin                           | 149º                                      | 157                                   | Merhawi Kudus                         | 38º                                   |                                           |                                           |                                           |
| 78                                        | Laurent Pichon                            | AB. 11ª                                   | 158                                   | Kristian Sbaragli                     | 82º                                   |                                           |                                           |                                           |
| 79                                        | Kévin Réza                                | AB. 10ª                                   | 159                                   | Jacobus Venter                        | 145º                                  |                                           |                                           |                                           |
| Direttore sportivo: Franck Pineau         | Direttore sportivo: Franck Pineau         | Direttore sportivo: Franck Pineau         | Direttore sportivo: Jens Zemke        | Direttore sportivo: Jens Zemke        | Direttore sportivo: Jens Zemke        |                                           |                                           |                                           |

## Legenda
| Legenda                   | Legenda | Legenda             | Legenda                                                                                           |
| ------------------------- | --- | ------------------- | ------------------------------------------------------------------------------------------------- |
| Maillot vermelho          | Indica o vencedor da classificação geral                                                                                       | Maillot da montanha | Indica o vencedor da classificação da montanha                                                    |
| Maillot verde             | Indica o ganhador da classificação por pontos                                                                                  | Maillot alvo        | Indica o ganhador da classificação da combinada                                                   |
| Classificação por equipas | Indica o ganhador da classificação por equipas                                                                                 | Combatividad        | Indica o ganhador da combatividade                                                                |
| NP                        | Indica um ciclista que não tem tomado a saída numa etapa, seguido do número de etapa na que não tomou a saída                  | AB                  | Indica um ciclista que não tem finalizado uma etapa, seguido do número de etapa em que se retirou |
| HD                        | Indica um ciclista que tem finalizado uma etapa fora de controle, seguido do número de etapa na que ocorreu dita circunstância | EX                  | Corredor excluído por não respeitar o regulamento                                                 |